# Kick-Ass 3
Kick-Ass 3 è una miniserie a fumetti statunitense di 8 numeri scritta da Mark Millar e disegnata da John Romita Jr., pubblicata tra il 2013 e il 2014 dalla Icon Comics, etichetta della Marvel.
La storia è un sequel della miniserie Kick-Ass 2 e gli albi presentano in copertina il logo Millarworld, sub-imprint che contraddistingue le opere creator-owned (cioè i cui diritti rimangono all'autore) dello scrittore scozzese Mark Millar. Nel 2017 gran parte del catalogo Millarworld viene acquisito da Netflix per adattamenti in serie TV o film. Le miniserie di Kick-Ass e Hit-Girl, così come i personaggi correlati ne sono esclusi in quanto già opzionati per adattamenti cinematografici. Dal 2017 la pubblicazione dei volumi trade paperback o delle loro nuove serie passa alla Image Comics.

## Trama
La vicenda ha inizio alcuni giorni dopo l'arresto di Hit-Girl, ora Dave è a capo della Justice Forever e il suo scopo è quello di far evadere Hit-Girl. Dopo un primo tentativo Dave sembra però rinunciare e si concentra a prendere il diploma. Lui e Todd trovano un posto di lavoro in un fast food e in un comic shop. Nel frattempo Chris (alias Mother Fucker) è convalescente in ospedale per le lesioni subite dopo l'ultima rissa con Kick-Ass durante gli scontri di Times Square (narrati nella precedente miniserie). Qui riceve la visita di Zio Rocco, fratello del padre e boss malavitoso della famiglia Genovese. Rocco è stato richiamato dalla Sicilia per ripristinare l'autorità e l'onore della famiglia a New York e nell'East Cost. Oltre a questo c'è anche un altro problema: adesso i supereroi sono considerati fuorilegge e Dave deve vedersela sia con i delinquenti che con i poliziotti. La prima mossa di Zio Rocco è di far cadere le accuse sul nipote. Queste vengono fatte ricadere su un uomo di fiducia della mafia che si assume la colpa di aver indossato il costume di Mother Fucker durante gli eventi incriminati. Dave lo viene a sapere e cerca di rovinare il party di bentornato dedicato a Chris da parte della Famiglia. Per questo si avvale del suo gruppo Justice Forever e piazza delle mini cariche esplosive che dovevano preannunciare la sua roboante entrata durante la festa, seguita da un avvertimento (ingenuamente fumettistico) alla sua nemesi Chris. L'operazione non va come prevista e Kick-Ass e i suoi compagni sono costretti a fuggire con il piano d'emergenza. Al quartier generale della Justice Forever cominciano a sorgere problemi tra Kick-Ass e un tizio mascherato dal nome The Juicer che sfrutta il posto per viverci con la sua ragazza, sfidando l'autorità di Dave. Arrivati al punto di rottura, viene mandato via ed esce di scena minacciando Kick-Ass di aver creato un nuovo Magneto (quindi una nemesi del protagonista). Nel frattempo Dave ha conosciuto una ragazza di nome Valerie di cui si è innamorato. I due passano molto tempo insieme e Dave comincia a provare disinteresse per le sue attività come Kick-Ass anche perché sembra aver trovato un modo migliore per scaricare le sue frustrazioni, cioè il sesso. Questo lo porta a trattare con distacco i suoi compagni della Justice Forever e persino il suo miglior amico Todd e questo mentre un gruppo di poliziotti corrotti forma una squadra chiamata Skull & Bones Gang. Indossano maschere con disegnati dei teschi e attaccano piccole cellule delle attività criminali di Rocco Genovese, definendosi dei giustizieri che rubano ai ladri per donare ai poveri (ma è una menzogna). Di solito uccidono tutti i malviventi e si appropriano del loro bottino (spesso derivante da traffico di stupefacenti). Rocco è furioso e ordina che chiunque indossi una maschera venga eliminato. I primi a cadere sono gli ingenui membri della Justice Forever: Insect-Man, The Juicer e Doctor Gravity. L'unico ad essere preso vivo è Ass-Kicker (cioè Todd) perché si crede che possa rivelare dove si nascondono i membri della Skull & Bones. Zio Rocco è inoltre riuscito ad organizzare un incontro tra tutti i Boss della malavita della costa est, dal Maine a Miami. In questa occasione vuole mettere in scena l'esecuzione di Hit-Girl, come vendetta della Famiglia e dimostrazione di forza. Il piano di evasione dal carcere avviene grazie a poliziotti corrotti ed è eseguito dal nipote Chris (ex-Mother Fucker). Quest'ultimo però vuole redimersi e lascia libera Mindy appena fuori dalla prigione. Lo scontro a fuoco contro le sue stesse guardie lo ferisce a morte e questo gli permette di lasciare questa vita da eroe, ma Mindy non lo perdona. Finalmente Kick-Ass e Hit-Girl si riuniscono e il loro piano è chiaro: liberare Todd e uccidere tutti i capi del crimine organizzato radunati nelle Boathouse dei Genovese (e se possibile uccidere anche qualche poliziotto corrotto). Kick-Ass ha un brutto presentimento ma tutto procede come previsto e cioè in un massacro. Rocco e tutti i suoi uomini vengono uccisi utilizzando esplosivi, gas allucinogeno e armi da fuoco. Cadono anche gli altri Boss. Quando l'Agente Gigante e gli altri sbirri corrotti arrivano sul luogo vengono sterminati anche loro grazie a delle mine. Tra gli agenti deceduti ci sono anche tutti i membri della Skull & Bones. Gigante è tenuto in vita perché confessi il livello di corruzione presente nel suo Dipartimento di Polizia.
Epilogo: Dave ritorna da Valerie e decide di abbandonare per sempre le sue imprese da eroe mascherato ma è deciso a continuare a far rispettare la giustizia e ad aiutare il prossimo. Per questo si arruola nella Polizia. Anni dopo, lui e Valerie sono felicemente sposati. Mindy invece continua la sua missione di vigilante con l'identità di Hit-Girl. Decide anche di prendere un giovane apprendista come Sidekick, nella tradizione di personaggi fumettistici quali Robin. Per il ruolo seleziona un adolescente con scarsa autostima, ipocondriaco e vittima di bullismo. Si chiama Paul McQue e a lui consegna il costume di Kick-Ass.

## Personaggi
- Dave Lizewski / Kick-Ass: ha assistito al massacro di Times Square e ha causato la morte del padre, ucciso perché si era spacciato per Kick-Ass per coprire il figlio. Nonostante questo continua a vestire i panni del supereroe (senza poteri) e tiene in vita la Justice Forever. I suoi atteggiamenti sono ancora dettati dalla sua ossessione di essere un supereroe dei fumetti nel mondo reale fino a quando non incontra Valerie e allora il suo mondo cambia.
- Mindy Macready / Hit-Girl: è stata arrestata dopo gli scontri di Times Square (in cui ha ucciso Mother Russia). In prigione arriva a compiere 13 anni ed è temuta da tutti i detenuti per la sua freddezza e capacità omicida. Durante la prigionia fuma sigarette e beve whiskey, ma il suo hobby è quello di collezionare carte di Hello Kitty[4]. Viene obbligata a trattamento psichiatrico in quanto soggetta a disturbi della personalità e comportamenti psicopatici[4]. Rimane comunque un punto di riferimento per Dave e i membri della Justice Forever.
- Chris Genovese / Red Mist: sinceramente provato per i delitti che ha commesso in precedenza, ricorda che da bambino aveva da sempre sognato di diventare un supereroe e si chiede come fosse mai potuto diventare un criminale. Il suo stato di sconforto degenera quando si rende conto che perfino sua madre è disposta ad ucciderlo. Decide così di dare la vita per liberare Hit-Girl, morendo da eroe.
- Rocco Genovese: fratello di Johnny e zio di Chris[3]. Il suo soprannome è Ice Pick ed è uno dei tre fratelli Genovese che avevano ereditato il controllo della mafia newyorkese nel 1989[3]. Conosciuto per la sua brutalità e freddezza, era stato rimandato in Sicilia per le sue tendenze omosessuali (mal viste dalla famiglia)[3].
- Dottor Alex White: è lo psicologo del carcere che cerca di analizzare Mindy[4]. Crede di poter aiutare la ragazzina che vede in parte come una vittima degli eventi. Rimane però stupito dal sua atteggiamento passivo-aggressivo e dalla sua capacità di commettere atti atroci[4]. Il personaggio di Alex White viene reso con la stessa fisionomia del personaggio televisivo Walter White (con omaggio al cognome), protagonista della serie Breaking Bad del canale via cavo statunitense AMC[4].
- Todd / Ass-Kicker: dopo il diploma rimane l'amico più vicino a Dave in quanto non parte per il college come Marty. Continua ad indossare il costume come Ass-Kicker. Insieme a Dave trova lavoro in un fast food e in una fumetteria.
- Marty / Battle-Guy: viene ammesso ad Harvard e parte per il college. Quando torna in città non rinuncia alla sua identità da eroe mascherato.
- Valerie: è la nuova fidanzata di Dave e conosce la sua doppia identità. Con lei Dave si sente di diventare un uomo e acquista sicurezza. Alla fine i due si sposeranno e vivranno felici[6].
- Agente Vic Gigante: è un funzionario di Polizia corrotto al servizio della Famiglia Genovese. Mosso dall'avidità e sfruttando la moda degli eroi mascherati fonda una banda di poliziotti corrotti dal nome Skull & Bones Gang. La loro missione è di fingersi protettori della comunità. Per questo eliminano criminali proclamando di ridistribuire i soldi a chi necessita. In realtà si appropriano del denaro sporco dei malviventi. Gigante è l'unico sopravvissuto al massacro alla Boathouse dei Genovese. Mindy l'ha convinto a confessare[8].
- Angie Genovese: madre di Chris Genovese e moglie del defunto Johnny Genovese[3]. Tiene un diario e si vergogna profondamente del comportamento del figlio, diventato un assassino per divertimento[3]. Quando c'era il marito la sua famiglia era rispettata e temuta[3]. Dopo che Chris si è dato al crimine in modo grottesco come Mother Fucker i Genovese sono derisi e lei viene insultata per strada. Arriva a pensare di uccidere il figlio[3].
- Doctor Gravity, Night Bitch e Insect-Man sono membri della Justice Forever e amici di Dave e Todd. Saranno tutti eliminati dalla rappresaglia ordinata da Zio Rocco contro tutti gli eroi mascherati della città.

## Realizzazione
La terza miniserie dedicata a Kick-Ass era da subito stata indicata come il capitolo finale riguardante i personaggi di Dave e Mindy. Millar ha in mente la fine della storia sin dalla stesura del primo abbozzo del progetto, avvenuto nel 2006. La dichiarazione sembra in parte contraddittoria perché il soggetto iniziale scritto dall'autore prevedeva una miniserie di 4 numeri dal titolo Big Daddy and Hit-Girl. Tra il 2006 e il 2008, anche grazie all'apporto di Romita la storia si evolve e la figura centrale diviene un ragazzino appassionato di fumetti che realizza lo stravagante sogno di diventare un supereroe nel mondo reale. Lo stesso Millar ammette che la storia ha preso una direzione diversa da quella prevista e il successo riportato ha allargato gli orizzonti narrativi della saga. In ogni caso Millar ha voluto sempre avere pronto un finale e anche se considera Kick-Ass come il suo Uomo Ragno, non per questo ha mai voluto impostare una storia con una prospettiva di pubblicazione decennale. L'intenzione iniziale verrà poi contraddetta nel 2017 quando il personaggio viene ripreso (anche se con un'identità differente). I disegni di Kick-Ass 3 sono ancora affidati a John Romita che realizza le tavole a matita con figure stilizzate e sfondi appena accennati per poi lasciare il compito a Tom Palmer di lavorare sui dettagli e le rifiniture a china. Il grande lavoro svolto da Palmer e dal colorista principale Dean White viene riconosciuto dall'artista. Romita, durante la lavorazione della terza miniserie di Kick-Ass arriva a maturare una svolta epocale per la sua carriera in quanto passa dalla Marvel alla DC Comics dove ha l'incarico di realizzare i disegni per la serie Superman, coadiuvato ai testi da Geoff Johns. L'albo Superman n. 32 che esce il 25 giugno 2014 è il primo lavoro in assoluto di Romita per la DC. Quest'ultima presenta l'arrivo dell'artista come un evento editoriale e lui viene annunciato come una leggenda del fumetto. Romita ritrova anche l'interesse nella creazione di fumetti indipendenti e creator-owned. Per questo sviluppa la serie Shmuggy and Bimbo con Howard Chaykin.
La gestione redazionale è nelle mani di Jennifer Lee, mansione che aveva già svolto per la miniserie spin-off su Hit-Girl. Ha lavorato sia per la Marvel che per la Dc Comics ed è story editor e produttrice per l'industria cinematografica. Tra i suoi crediti risultano film quali True Adolescents, Small, Beautiful Moving Parts, Union Square, Arcadia e The Skeleton Twins. A lei è toccato il difficile compito di supervisionare il lavoro cercando di mantenere fede alle scadenze prefissate per la distribuzione degli albi.
Mark Millar termina la stesura dello script dell'ultimo numero di Kick-Ass 3 nei primi giorni del 2014 e annuncia contemporaneamente che la sua prossima opera Starlight (in uscita a marzo) è la prima a collocarsi in quello che lui stesso definisce il Millarworld Expanded Universe (cioè l'universo fumettistico dei personaggi pubblicati sotto il logo Millarworld). Difatti fino alla pubblicazione della terza miniserie di Kick-Ass non vi era un chiaro collegamento tra le varie storie pubblicate dall'etichetta creator-owned di Millar, ma adesso si cominciano a vedere i primi collegamenti che formano la continuity dell'universo fumettistico creato da Millar a partire dalla miniserie Wanted nel 2003. Al termine dell'albo n. 8 di Kick-Ass 3 Dave riflette sul fatto che il mondo sta cambiando e stanno arrivando nuovi eroi e nuove minacce. Quando lui ha indossato un costume per imitare i personaggi dei fumetti, nel mondo non c'erano esseri con superpoteri ma adesso la situazione sta cambiando rapidamente. Dave accenna a quei ragazzi che si muovono così velocemente che infrangono la barriera del suono (il riferimento è ai protagonisti della miniserie MPH), al maniaco che uccide poliziotti in Giappone (il riferimento è al personaggio della miniserie Nemesis) e al bizzarro rapimento di molte celebrità (che è uno dei temi affrontati nella miniserie The Secret Service). Tra l'altro Dave si trova ad aprire una porta del cinema ad un ragazzino con la sclerosi multipla, che è Simon il protagonista di Superior. In quello stesso cinema vi sono le locandine di altre due opere del Millarworld e cioè Jupiter's Legacy e Supercrooks. I personaggi di queste due pubblicazioni non coesistono quindi nella stessa realtà di Kick-Ass o dei personaggi di MPH o The Secret Service, ma in una sorta di universo alternativo che rispetto al primo presenta un mondo più fantastico e supereroistico. Questa realtà interagisce con quella di Kick-Ass in quanto esiste nella sfera dell'intrattenimento e della finzione (in questo caso Jupiter's Legacy e Supercrooks sono opere cinematografiche). Millar spiega che in questo modo ha creato due realtà paragonabili a Terra-1 e Terra-2 del multiverso DC e questo gli permette di avere a disposizione background differenti dove ambientare le sue storie. Tra l'altro anche opere quali Amercican Jesus e The Unfunnies si collogano all'interno di questa continuity ma la loro posizione sarà spiegata in futuro. Rimane chiaro che ogni singola opera del Millarworld deve poter essere usufruibile singolarmente e quindi presentare dei contenuti che non necessitano la lettura di altre storie o la conoscenza di personaggi esterni alla serie che si sta leggendo.
Nel 2017 la piattaforma streaming Netflix acquista gran parte dell'intero catalogo delle opere del Millarworld, con l'intenzione di realizzarne serie TV, film e serie d'animazione. Anche i nuovi fumetti ideati da Millar (dal 2018) sono di proprietà del leader dello streaming a pagamento e per quanto riguarda la logistica e la pubblicazione viene trasferita dalla Marvel alla Image Comics. Kick-Ass, Hit-Girl e i personaggi correlati non rientrano però nell'acquisizione in quanto sono già stati opzionati per adattamenti cinematografici, Kick-Ass è stato già protagonista di due lungometraggi cinematografici. Restano quindi fuori dall'accordo anche Wanted e le miniserie del franchise The Secret Service. Queste opere quindi non rientrano nel catalogo editoriale di Netflix ma vengono distribuite come pubblicazioni esclusive Image Comics. Questo viene ribadito dal catalogo ufficiale della casa editrice con la tagline: «Kick-Ass e Hit-Girl chiamano casa loro la Image Comics. Paratevi la testa». In occasione dei nuovi deal editoriali Millar decide di lanciare un'iniziativa senza precedenti per il Millarworld, ovvero la pubblicazione di due serie regolari, una dedicata a Kick-Ass e l'altra a Hit-Girl, le prime per l'imprint che finora si era affidato al formato delle limited-series. La prima debutta il 14 febbraio 2017 con ai testi Millar e ai disegni John Romita jr., la seconda debutta il 21 febbraio con ai testi Millar e ai disegni Riccardo Lopez Ortiz. Per sostenere la pubblicazione di una serie regolare mensile, i team creativi ruotano, gestendo ognuno un differente arco narrativo. Alla luce di questi sviluppi per le proprietà Millarworld non è ancora chiaro se persista l'idea di un universo narrativo condiviso per tutti i personaggi co-creati da Mark Millar per il suo imorint. In ogni caso, contrariamente a quanto affermato precedentemente, Kick-Ass 3 ha un seguito che si materializza nella serie Kick-Ass (Vol.4) o Kick-Ass (2017).

## Edizione italiana
La miniserie viene distribuita in Italia dalla Panini Comics di Modena, così come era già avvenuto per le miniserie precedenti di Kick-Ass. La storia viene serializzata sulla serie antologica Panini Comics Presenta dal n. 40, distribuito a partire dal 3 luglio 2014, al n. 43 in uscita il 2 ottobre dello stesso anno. Ogni numero contiene due albi della pubblicazione originale ed è quindi composto indicativamente da 48 pagine a colori brossurate (l'ultimo numero è di 80 pp.). Il prezzo di copertina è €3,00 (3 Euro). Per ogni numero ne esce un altro uguale nel contenuto ma con Cover Variant (ovvero con una copertina alternativa).

## Raccolte originali
Negli USA la miniserie viene raccolta in edizione cartonata con un volume dal titolo: Kick-Ass 3 Premiere HC. L'opera viene distribuita a partire dal 30 luglio 2014 presso le fumetterie e le librerie attraverso la distribuzione del Mercato Diretto (o Direct Market). L'etichetta rimane Icon e l'annuncio avviene tramite il magazine ufficiale della Marvel Comics: Marvel Previews. Le pagine della raccolta sono 184 per un prezzo di copertina di $24.99 (ventiquattro dollari e novantanove centesimi). Nella presentazione si enfatizza la storia come il gran finale di un blockbuster dei fumetti degli ultimi anni.